# 潘士浩
潘士浩（1899年11月25日—1986年2月15日），字連三，號養初。浙江省海寧縣人。民國37年（1948年）在商業團體東區遞補當選第一屆立法委員。

## 生平[1][2]
- 上海私立神州法政學校畢業
- 上海銀行公會銀行週報編輯
- 上海商報常務董事
- 大陸染織廠股份有限公司董事長兼總經理
- 新陸染織廠股份有限公司董事長兼總經理
- 永信棉布無限公司總經理
- 上海市機器染織業工業同業公會理事長
- 上海市棉布商業同業公會常務理事
- 全國工業總會理事
- 工礦團體東區選出之第一屆國民大會代表
- 1950年11月30日，遞補為商業東區立法委員[3]
- 1954年3月15日，函請將國民大會代表一職註銷[4]
- 1986年2月15日病逝[5]